# Gasbardin
Gasbardin, eigentlich Norbert Hinrichs, (* 16. Mai 1958; † 29. April 2007) war ein deutscher Showhypnotiseur, Guinnessbuch-Rekordhalter und Hypnotherapeut im Bereich der Zahnmedizin.
Mit seinem Tourprogramm "Traumland der Hypnose" setzte Gasbardin bereits 1980 Maßstäbe im Bereich der Showhypnose. Es folgten erfolgreiche Tourneen wie z. B. "Tour de Trance".
1981 gelang Gasbardin mit 1438 gleichzeitig hypnotisierten Personen der erste Eintrag ins Guinness-Buch der Rekorde. Im selben Jahr wurde die "Tour de Trance" als beste Hypnoseshow Deutschlands ausgezeichnet.
In den letzten Jahren war Gasbardin mit der "Deutschen Gesellschaft für angewandte Hypnose" auch federführend im Bereich Fortbildung für Hypnosetherapeuten, speziell in der Zahnmedizin tätig.
Gasbardin verstarb am 29. April 2007, kurz vor seinem 49. Geburtstag, nach langer schwerer Krankheit an Krebs.

## Auszeichnungen
- Silberne Forum Star 1984
- Goldene Forum Star 1985
- Forum Star Diamand 1986
- Fachmedienpreis 2001
- Grand Prix Munot 2001
- Goldenes Fanlight 2001
- Fachmedienpreis 2003
- German DJ Award 2003
- Fachmedienpreis 2005